# Il mondo salvato dai ragazzini
Il mondo salvato dai ragazzini (titolo completo di sottotitolo: Il mondo salvato dai ragazzini e altri poemi) è la raccolta di poesie più importante (l'unica, oltre Alibi) di Elsa Morante, contenente la sua unica commedia, e pubblicata nel 1968.

## Storia editoriale
Il mondo salvato dai ragazzini è un libro composito, costruito nel tempo, durante gli anni sessanta. È ispirato dalle esperienze psichedeliche effettuate dall'autrice con mescalina, LSD (il cui acronimo è nel titolo La sera domenicale) e psilocibina dopo la lettura di Allen Ginsberg.

## Struttura
La raccolta si divide in tre libri di lunghezza variabile, contenenti un numero disomogeneo di suddivisioni interne.
Parte prima - Addio
Parte seconda - La commedia chimica
- I. La mia bella cartolina dal Paradiso
- II. La sera domenicale
- III. La serata a Colono. Parodia
- IV. La smania dello scandalo

Parte terza - Canzoni popolari
- I. La canzone degli F.P. e degli I.M. in tre parti (già in "Nuovi Argomenti", n. 7-8, luglio-dicembre 1967)
  - 1. Introduzione esplicativa
  - 2. Parentesi. Agli F.P.
  - 3. Agli I. M.
- II. Il mondo salvato dai ragazzini
  - 1. La canzone della forca
  - 2. La canzone di Giuda e dello sposalizio. La canzone clandestina della Grande Opera
  - 3. Canzone finale della stella gialla detta pure La carlottina. Congedo

## Accoglienza e critica
(Giulio Ferroni su Il mondo salvato dai ragazzini)
(Pier Paolo Pasolini, su "Il mondo salvato dai ragazzini")
- Paolo Milano ne scrive subito su "l'Espresso", XIV, n. 22, giugno 1968; Arnaldo Bocelli su "la Stampa" del 13 giugno 1968; Giancarlo Vigorelli sul settimanale "Tempo", XXX, n. 25, giugno 1968; Luigi Baldacci su "Epoca", XIX, n. 929, 14 luglio 1968; Carlo Bo sul "Corriere della Sera" del 12 settembre 1968. Alla notizia che il libro vince il Premio Brancati, nuove recensioni appaiono su più giornali, tra le quali è da segnalare quella di Goffredo Fofi sui "Quaderni Piacentini" (VIII, n. 38, luglio 1969) e quella di Cesare Garboli su "Il Mondo" (XXIII, n. 991, 12 settembre 1971)[4] oltre a un articolo di Enzo De Filippis su "Nuovi Argomenti" n. 25, gennaio-febbraio 1972 dove si parla di ironia "e/o" umorismo dell'opera.
- Pier Paolo Pasolini risponde a questo libro di Elsa Morante con uno scritto della sua rubrica "Il caos" su "Tempo" (XXX, n. 35, 27 agosto 1968), quindi con due poesie su "Paragone Letteratura" (XIX, n. 224, ottobre 1968 e XX, n. 230, aprile 1969), incluse poi in Trasumanar e organizzar, nella sezione Poesie su commissione: i titoli sono rispettivamente Il mondo salvato dai ragazzini e Il mondo salvato dai ragazzini (continuazione e fine)[5]
- La stessa Morante, in occasione dell'uscita nei tascabili "Struzzi" (1971) scrive una Nota introduttiva, poi levata dalle edizioni successive.[6]
- Una lettura politica la dà Gianfranco Bettin su "Lotta Continua" del 29 agosto 1978.
- Nel 1991 esce la traduzione francese Le Monde sauvé par les gamins, tradotta da Jean-Noël Schifano; nel 1996 quella greca Ta paidia pou sōzoun ton kosmo kai alla poim̄ata, tradotta da Katerina Glykophrydē; nel 2016 quella inglese The World Saved by Kids and Other Epics, tradotta da Cristina Viti.
- Franco Donatoni ne usa parti del testo nel Madrigale per quattro cori di voci bianche e quattro percussionisti, nel 1991.
- Carlo Cecchi e Mario Martone, con musiche di Nicola Piovani hanno messo in scena La serata a Colono nel 2013.[7]
- Goffredo Fofi, nella trasmissione radiofonica Pantheon di RAI Radio Tre, dedicata a Il mondo salvato dai ragazzini (vedi Bibliografia), rivela che la RAI avrebbe dovuto allestire una versione televisiva de La serata a Colono per la regia di Carmelo Bene, con lo stesso Carmelo Bene e Eduardo De Filippo. Non si realizzò perché la RAI non avrebbe "investito abbastanza" nel progetto.
- Il libro ha vinto la prima edizione del Premio Brancati.[8]

## Edizioni italiane
- Elsa Morante, Il mondo salvato dai ragazzini e altri poemi, Supercoralli, Einaudi, 1968.
- Elsa Morante, Il mondo salvato dai ragazzini e altri poemi, Gli Struzzi n. 19, Einaudi, 1971.
- Elsa Morante, Il mondo salvato dai ragazzini e altri poemi, Einaudi Tascabili n. 253, Einaudi, 2006.
- Elsa Morante, Il mondo salvato dai ragazzini e altri poemi, Letture Einaudi, Einaudi, 2012.
- Elsa Morante, La serata a Colono, Collezione di teatro n. 433, Einaudi, 2013.
- Elsa Morante, Il mondo salvato dai ragazzini e altri poemi, ET Scrittori, Einaudi, 2020.